# Kostel svatého Vavřince (Zliechov)
Římskokatolický Kostel sv. Vavřince v Zliechově je kostel z roku 1480, který se nachází v obci Zliechov v okrese Ilava v Trenčínském kraji na Slovensku. Kostel je chráněn jako nemovitá kulturní památka. Kostel je farním kostelem zliechovské farnosti.

## Historie
Kostel byl postaven v roce 1480, pravděpodobně na místě dosavadní kaple sv. Vavřince. Kostel byl postaven původně v gotickém slohu, ale následně byl klasicistně přestavěn. Původní gotické zdivo je dochováno ve věži a v obvodových stěnách.
Zařízení interiéru pochází z konce 18. století, v roce 1787 byl totiž kostel restaurovaný. V roce 1870 byla střecha nově pokryta dřevěným šindelem. Původně zde byla pozdněgotická socha Madony z doby kolem roku 1500. Ta však byla v roce 1980 i se sochami čtyř evangelistů ve výklencích dřevěné kazatelny odcizena.
V kostele je umístěn zvon z roku 1588.

### Legenda
Připomíná se i legenda o vzniku kostela – podle ní se totiž kostel v noci přemístil z obce Kráľovská na současné místo. Jiná verze mluví o tom, že se přemisťoval pouze materiál, a tak si lidé uvědomili, že mají kostel postavit na jiném místě.

## Současnost
Kostel je farním kostelem farnosti Zliechov, farářem je zde Milan Kozák. Svatý Vavřinec je patronem obce a je vyobrazen i na obecním znaku.